# فاليري تومسون
فاليري تومسون (بالإنجليزية: Valerie Thompson)‏ هي متسابقة دراجات نارية ومهندسة أمريكية، ولدت في 17 أبريل 1967.

## وصلات خارجية
- فاليري تومسون على موقع IMDb (الإنجليزية)